# Baramulla
Baramulla – miasto w północnych Indiach, w Dżammu i Kaszmirze.
Liczy 101 066 mieszkańców, w tym 94% muzułmanów, 5% hinduistów i mniejszość sikhów, innych oraz buddystów.
Leży nad rzeką Dźhelam.